# بول بي. تومسون (روائي)
بول بي. تومسون (بالإنجليزية: Paul B. Thompson)‏ (1958)؛ روائي أمريكي. درس في جامعة ولاية كارولينا الشمالية في تشابل هيل.